# Victor Frankenstein (filme)
Victor Frankenstein (bra: Victor Frankenstein; prt: Frankenstein) é um filme canado-britano-estado-unidense de 2015 realizado por Paul McGuigan, com roteiro de Max Landis baseado nas adaptações contemporâneas do romance Frankenstein, de Mary Shelley.
O filme foi lançado nos Estados Unidos pela 20th Century Fox a 25 de novembro de 2015, e no Brasil a 26 de novembro do mesmo ano. Em Portugal, foi lançado em 18 de fevereiro de 2016.

## Sinopse
Contado a partir da perspectiva de Igor, o filme mostra as origens obscuras do jovem assistente conturbado e sua amizade redentora com o jovem estudante de medicina, Victor Von Frankenstein.

## Elenco
- James McAvoy como Victor Frankenstein[10]
- Daniel Radcliffe como Igor Straussman[10]
- Jessica Brown Findlay como Lorelei[11]
- Andrew Scott como Roderick Turpin[12]
- Charles Dance como Barão Frankenstein
- Freddie Fox como Finnegan Weyland
- Mark Gatiss como Dettweiler[13]
- Callum Turner como Alistair[14]
- Daniel Mays como Barnaby[15]
- Spencer Wilding como Monstro de Frankenstein (Prometheus)

## Produção
O projeto foi anunciado pela 20th Century Fox em 2011, com Max Landis pronto para escrever o roteiro. Paul McGuigan foi anunciado como diretor em setembro de 2012. Daniel Radcliffe também começou as negociações para ingressar no filme naquele mês e entrou oficialmente para o elenco como Igor em março de 2013. Em julho de 2013, James McAvoy entrou o elenco para interpretar Victor Frankenstein. Jessica Brown Findlay se juntou ao elenco em setembro.
Em outubro de 2013, a data de lançamento do filme foi adiada de 17 de outubro de 2014 para 16 de janeiro de 2015. Em março de 2014, o filme foi adiado novamente para 2 de outubro de 2015. As filmagens ocorreram principalmente no Reino Unido, com filmagens nos Longcross Studios e Twickenham Studios e filmagem no Chatham Historic Dockyard. A filmagem principal começou em 25 de novembro de 2013 e terminou em 20 de março de 2014. Em junho de 2015, a data de lançamento do filme foi adiada de 2 de outubro de 2015 para 25 de novembro de 2015, que foi atribuído pela primeira vez para The Peanuts Movie e The Martian.

## Marketing

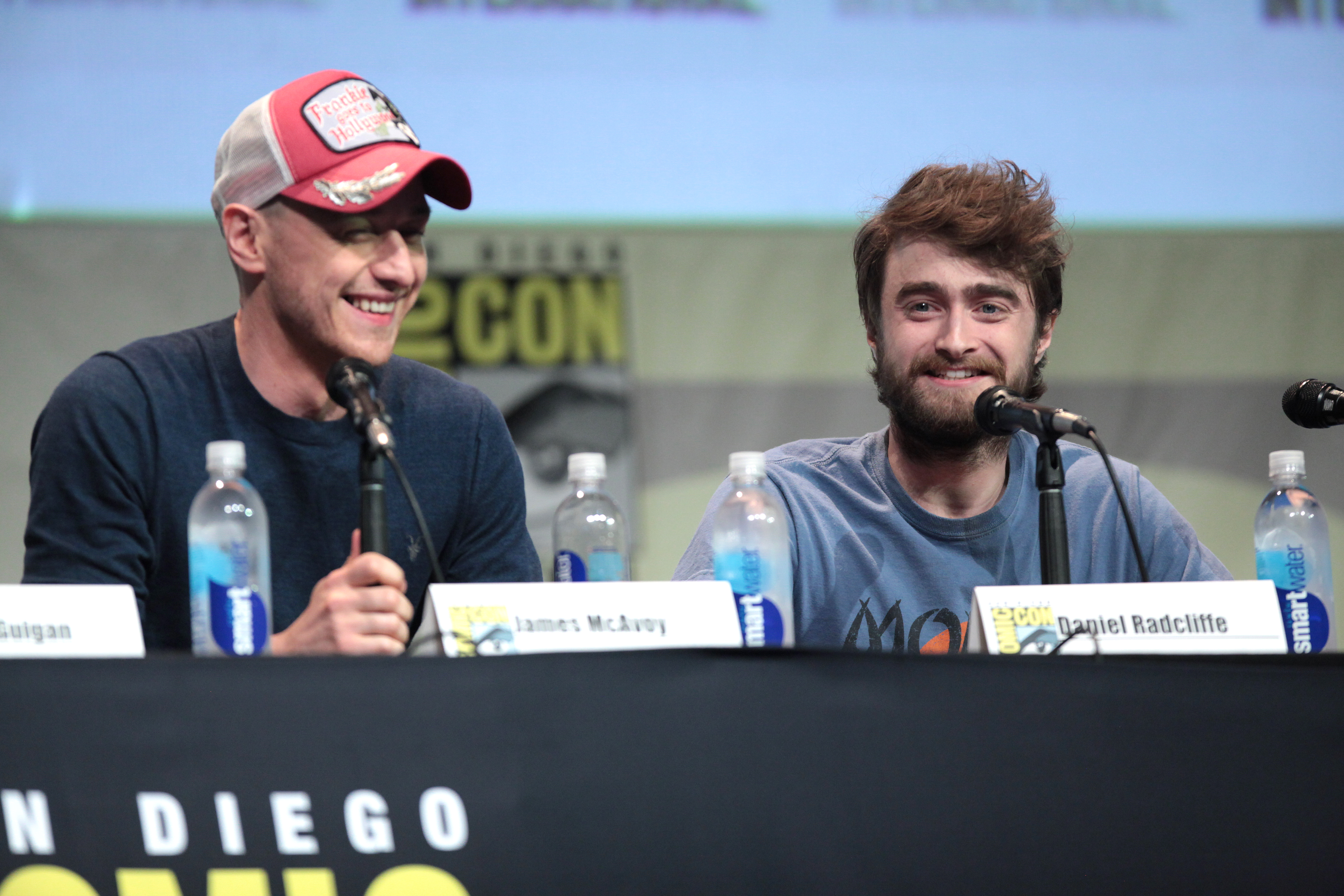
James McAvoy e Daniel Radcliffe na San Diego Comic-Con 2015 para promover o filme.

O primeiro trailer do filme foi lançado pela 20th Century Fox em 18 de agosto de 2015.

## Recepção

### Bilheteria
Victor Frankenstein faturou US$5,8 milhões na América do Norte e US$28,5 milhões em outros territórios, totalizando US$34,2 milhões, contra um orçamento de US$40 milhões.
Na América do Norte, Victor Frankenstein estreou na quarta-feira, 25 de novembro de 2015, ao lado de Creed e The Good Dinosaur, bem como os grandes lançamentos de Brooklyn, Spotlight e Trumbo. O filme foi originalmente projetado para arrecadar US$12 milhões em 2,797 cinemas nos primeiros cinco dias, incluindo US$6 a 8 milhões no fim de semana de estreia. No entanto, depois de arrecadar US$175,000 nas exibições de terça à noite e US$620,000 no primeiro dia, as projeções de cinco dias foram reduzidas para US$3–4 milhões. O filme acabou arrecadando US$2,4 milhões no fim de semana de abertura e US$3,4 milhões nos primeiros cinco dias, quebrando o recorde estabelecido por Won't Back Down para a abertura mais baixa em mais de 2,500 cinemas até o lançamento de Friend Request em 2017.

### Crítica
O público consultado pelo CinemaScore deu ao filme uma nota média de "C" na escala A+ a F.
No Rotten Tomatoes, o filme tem uma classificação de aprovação de 26%, com base em 140 críticas. O consenso do site diz: "Uma re-imaginação sem a imaginação, Victor Frankenstein brinca em fornecer uma nova perspectiva de uma história frequentemente contada, mas, em última análise, oferece pouco interesse que os espectadores ainda não viram em filmes superiores de Frankenstein". No Metacritic, o filme tem uma pontuação de 36 em 100, com base em 28 críticos, indicando "críticas geralmente desfavoráveis".
Em resposta à baixa pontuação no Rotten Tomatoes, o roteirista Max Landis escreveu que o site "divide as resenhas inteiras em apenas a palavra 'sim' ou 'não', tornando as críticas binárias de maneira arbitrária e destrutiva".